# Iglesia de Nosa Señora das Areas
La iglesia de Nuestra Señora de las Arenas (Nosa Señora das Areas en gallego) es un templo religioso católico ubicado en el pueblo de Finisterre, en el municipio del mismo nombre, en la provincia de La Coruña (Galicia, España). Situada en el fin del Camino de Santiago, en ella se custodia la imagen del Santo Cristo de Finisterre.

## Ubicación
La Iglesia de Nuestra Señora de las Arenas se ubica en el extremo occidental de la península ibérica, en el municipio de Finisterre, al pie del Promontorium Nerium y sobre la villa capital.
Las coordenadas exactas donde está situada son 42°54′05″N 9°15′50″O / 42.90139, -9.26389, a poca altura sobre el nivel del mar y justo encima de la Playa de Corveiro. La carretera que pasa a su vera es la misma que lleva al Cabo de Finisterre, la AC-4408.

## Descripción

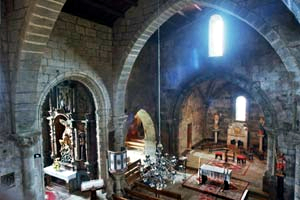
Interior de Nosa Señora das Areas

La iglesia entera está construida en granito autóctono. Cuenta con una nave central, orientada hacia el oeste, cubierta por techo de madera y teja roja del país, con poderosos contrafuertes y escasos vanos, típico del románico. La nave está precedida por un nártex de características góticas, con escalinata para acceder al campanario, de tejado piramidal y planta cuadrada. En el lado norte de la nave se ubican el baptisterio, la capilla del Carmen (gótica, con bóveda de crucería y arco apuntado en el acceso), la puerta santa (un arco rodeado de los emblemas señoriales de familias principales) y la capilla del Santo Cristo, de planta cuadrada y con cúpula de media naranja y linterna, decorada con profusión en el exterior. La puerta principal cuenta con un pórtico sin parteluz de dos arquivoltas, cuyos detalles ornamentales se hallan en su mayor parte destruidos por el mal de la piedra. En el lado meridional están las capillas del Sagrado Corazón (gótica) y la sacristía. El altar mayor es de estilo gótico y fue añadido a la nave central en su extremo oriental, de estilo gótico (con bóveda de crucería) y de menor altura que el techo de la nave principal.
En el extremo occidental, y fuera del edificio se halla una hermosa arcada románica formada por cinco arcos de medio puntos unidos que formaban parte del antiguo nártex románico del que solo se conserva parte del muro meridional.
La iglesia se halla decorada en su interior con inscripciones de origen medieval, escudos y varias tumbas que aún no han sido investigadas como se merecen.
En general, y visto desde el exterior, el templo ofrece una imagen extraña y excéntrica, carente de simetría pero hermosa por sus formas macizas y cuadrangulares que le confieren el aspecto de una fortaleza sobre los acantilados de Corveiro.

## Historia

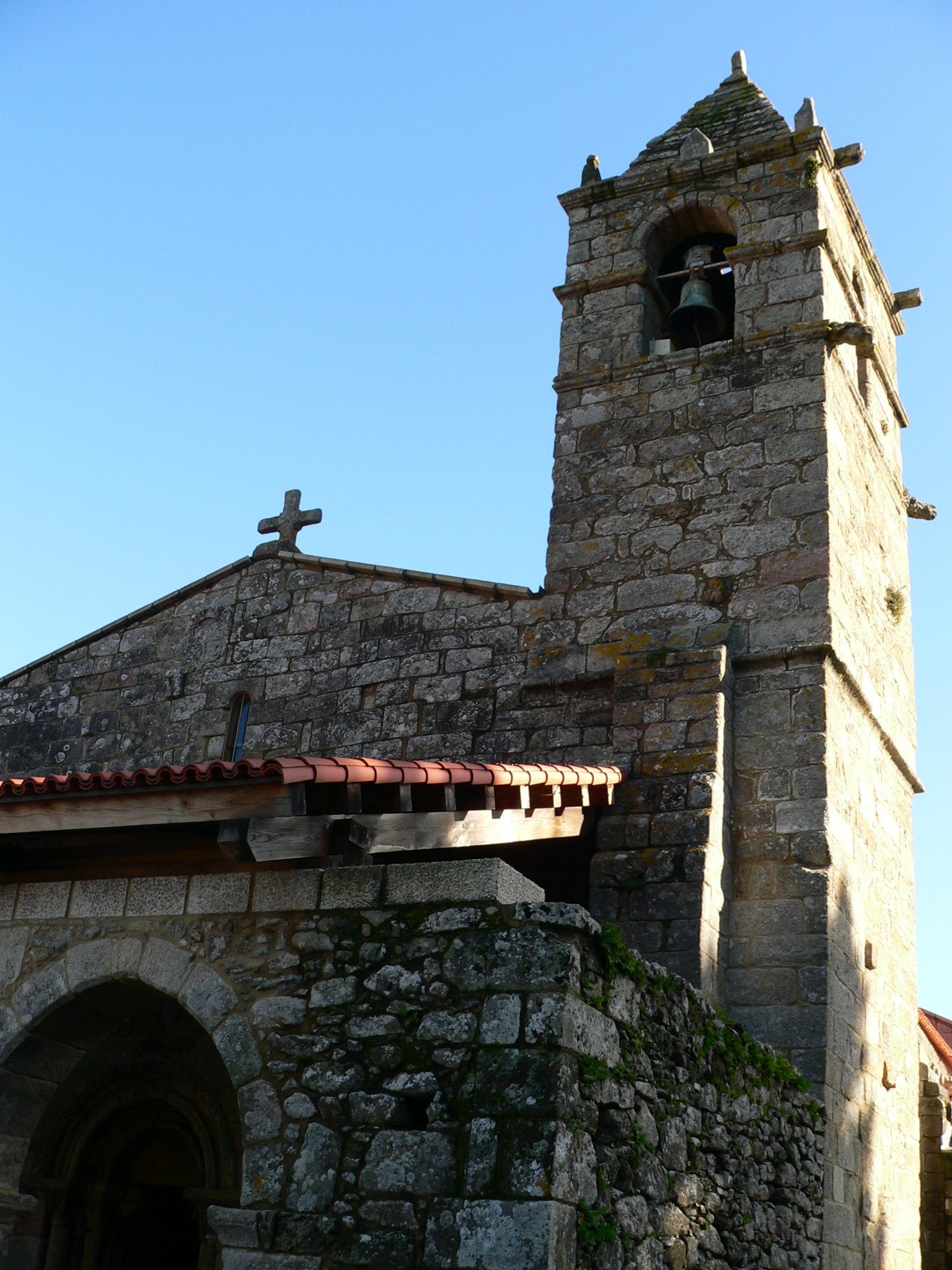
Campanario

Algunos estudiosos han llegado a afirmar que la iglesia se ubica donde en tiempos prerromanos se alzaba un castro. Esto es habitual en el territorio galaico, donde el afán cristianizador situaba los templos dedicados a cristo sobre las citanias celtas. Algunas leyendas atribuyen su fundación a Doña Urraca.
Los testimonios más fiables afirman que la primera etapa de construcción data del siglo XII: la arcada, el muro lateral del antiguo nártex (que aún se conservan) y la nave central. Todos ellos presentan las características típicas del estilo románico. En una segunda etapa, se añadieron elementos góticos: la capilla del Carmen, el altar mayor y el baptisterio, todos con hermosas bóvedas de crucería que delatan el estilo gótico, quizás de los siglos XIV o XV.
La iglesia se erigió como templo mixto para una villa que comenzaba a crecer en la Edad Media. Sin embargo, y a pesar del carácter de zona de peregrinaciones, el templo no presenta la forma típica de iglesia de peregrinación (carece de deambulatorio, pues es probable que la vecina Ermita de San Guillermo fuera el punto de culto jacobeo principal. Algunos creen que se aprovecharon los muros del antiguo Hospital de peregrinos que allí se ubicaba para construir el edificio. Eso explicaría su forma extraña y un tanto inusual.
Entre los siglos XII y XIV se cree que llega al pueblo la imagen del Santo Cristo de Finisterre. Sin embargo, y a pesar de la importancia del santo, no se erigirá una capilla en su honor hasta el siglo XVII, de estilo barroco, y con una cúpula de media naranja única en la zona. Esta capilla se erigió como brazo norte del transepto, que hasta entonces solo contaba con la capilla del Sagrado Corazón, gótica y situada en el extremo sur.
El campanario, de gran sobriedad ornamental, se cree que pudo ser erigido entre los siglos XV y XVI, ya en estilo renacentista.
A mediados del siglo XX, se retiró una capa de cal blanca que cubría las paredes,dada en su momento para desinfectar, debido a las epidemias. Al retirarla se dejaron al descubierto multitud de inscripciones de origen medieval en las paredes del templo, así como tumbas incrustadas en la pared, hasta entonces desconocidas.
En la actualidad, la iglesia ha sido víctima de una desafortunada restauración por parte del arquitecto Cesar Portela, uno de sus mayores errores ha sido volver a dar una capa de cal a la iglesia con pigmento azul aguamarina dejando oculta la piedra con sus inscripciones originales sustituyendo el aspecto primigenio por cal de color azul carente de algún valor artístico.

## Culto

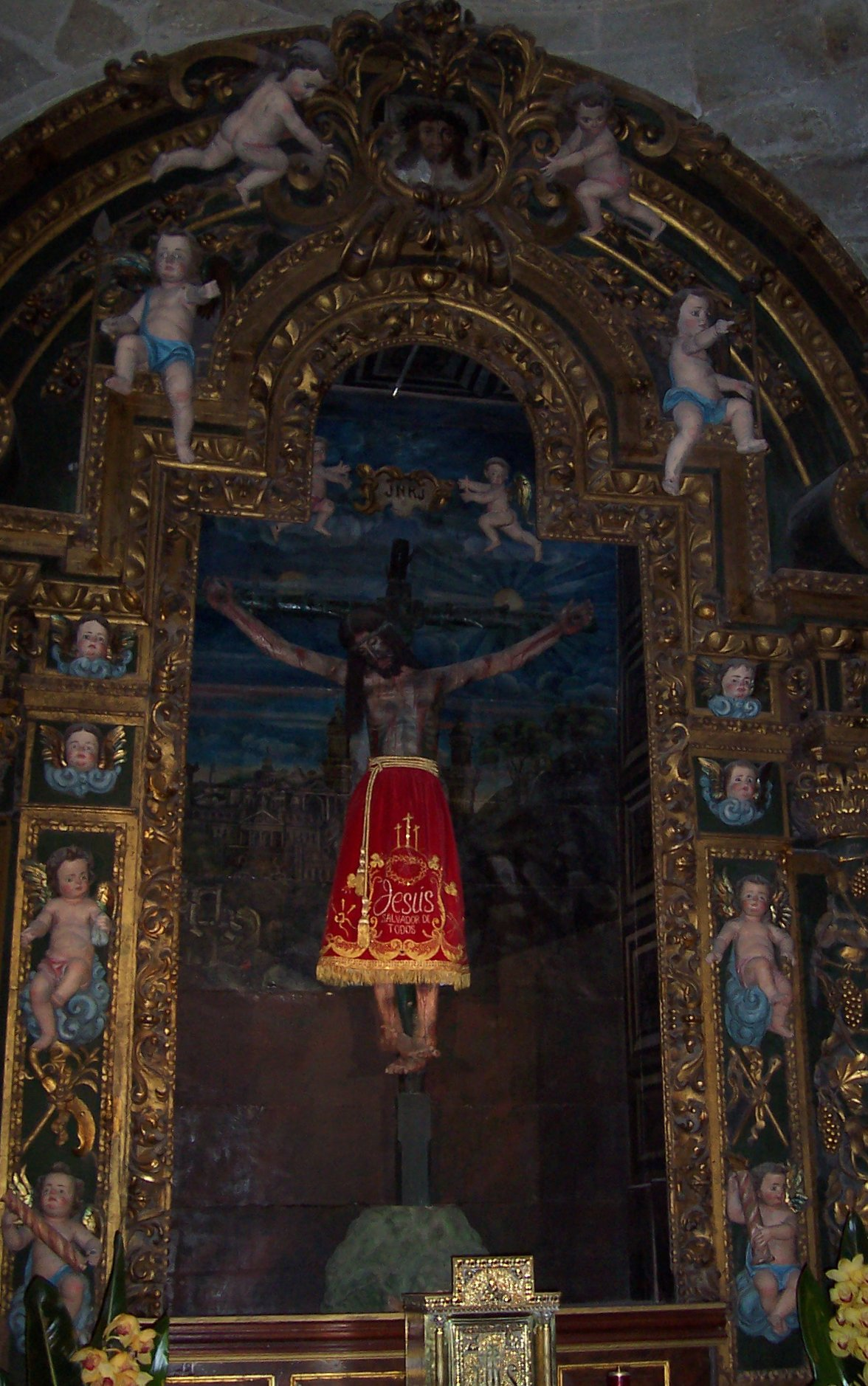
Cristo de Fisterra

La Iglesia de Nuestra Señora de las Arenas es el principal templo religioso del municipio de Finisterre y como tal cuenta con las imágenes religiosas más importantes del pueblo. Algunos de los santos que allí se custodian son el Santo Cristo de Finisterre, Nosa Señora das Areas (Patrona del pueblo), San Roque, Santiago Apóstol, Nuestra Señora del Perpetuo Socorro, Nuestra Señora de los Dolores, San Juan Evangelista, el Cristo articulado que se emplea en la Semana Santa, el Paso de la Oración en el Huerto y otros.
Los principales eventos que allí se celebran son la misa del Domingo de Ramos, la Novena del Santo Cristo, la representación de la Última Cena (Jueves Santo), el Desenclavo (Viernes Santo), misa y ofrenda en honor de la patrona (8 de septiembre), y otros.
Se debe destacar la existencia, en el lado septentrional del templo, de una pequeña Puerta Santa que solo se abre en los Años Santos Jacobeos para el acceso de los peregrinos. Es una prueba de que, aunque la iglesia no contaba en principio con culto jacobeo propiamente dicho, su situación ha hecho que se contagiara del culto al apóstol. Actualmente, de hecho, se celebran en ella misas de peregrinos, como corresponde a un lugar que es ya considerado el final religioso de todo el trayecto del Camino de Santiago.